# Abdelaziz Tawfik
Abdelaziz Tawfik (arabe : عبد العزيز توفيق) (né le 24 mai 1986 au Caire en Égypte) est un footballeur international égyptien, qui évoluait au poste de milieu de terrain.

## Biographie

### Carrière en sélection
Avec l'équipe d'Égypte, il dispute 5 matchs officiels (pour aucun but inscrit) entre 2008 et 2009. Il figure notamment dans le groupe des sélectionnés lors de la CAN de 2010.
Il dispute également la Coupe des confédérations de 2009. Lors de cette compétition, il ne joue toutefois pas de matchs.
Il joue enfin la Coupe du monde des moins de 20 ans 2005 organisée aux Pays-Bas.

## Palmarès
Égypte
- Coupe d'Afrique des nations (1) :
  - Vainqueur : 2010.